# Botxí becgroc
El botxí becgroc (Corvinella corvina) és un ocell de la família dels Lànids (Laniidae), única espècie del gènere Corvinella, si bé en el passat s'ha inclòs també a aquest gènere al botxí garser.

## Hàbitat i distribució
Habita sabanes amb acàcies des del sud de Mauritània, sud de Mali, Burkind Faso, Senegal, Gàmbia, Guinea Bissau, Guinea, Sierra Leone, Costa d'Ivori, Togo, nord de Benín, Ghana, sud de Níger, Nigèria, Camerun, sud de Txad i nord de la República Centreafricana, sud de Txad, el Sudan del Sud, extrem nord-est de la República Democràtica del Congo, Uganda i oest de Kenya.